# Alexander Fehling
Pour les articles homonymes, voir Fehling (homonymie).
Alexander Fehling est un acteur allemand, né à Berlin-Est le 29 mars 1981.

## Biographie
Il a joué le personnage de Sven Lehnert dans Am Ende kommen Touristen et entre autres comme figurant dans Inglorious Basterds de Quentin Tarantino.
Il a reçu deux prix, l'un de Förderpreis Deutscher Film pour son rôle de Sven en 2007, et l'autre de O.E. Hasse-Preis de Akademie der Künste pour son rôle du prince dans le film Schneewittchen.

## Filmographie

### Cinéma
- 2007 : Et puis les touristes (Am Ende kommen Touristen) de Robert Thalheim
- 2009 : Inglourious Basterds de Quentin Tarantino
- 2009 : La Révélation (Sturm) de Hans-Christian Schmid
- 2010 : Goethe! (Young Goethe in Love) de Philipp Stölzl
- 2011 : Qui, à part nous (Wer wenn nicht wir) d'Andres Veiel : Andreas Baader
- 2012 :  The Expatriate de  Philipp Stölzl : Floyd
- 2012 : Nous voulions prendre la mer (Wir wollten aufs Meer) de Toke Constantin Hebbeln : Cornelis Schmidt
- 2014 : Le Labyrinthe du silence (Im Labyrinth des Schweigens) de Giulio Ricciarelli : Johann Radmann
- 2015 : Atomic falafel de Dror Shaul
- 2017 : The Captain - L'Usurpateur (Der Hauptmann) de Robert Schwentke : capitaine Junker
- 2017 : Trois Cimes de Jan Zabeil (pl)

### Télévision
- 2008 : Les Buddenbrook, le Déclin d'une famille (Buddenbrooks) de Heinrich Breloer (téléfilm) : Morten Schwarzkopf
- 2015 : Homeland (saison 5) : Jonas Hollander
- 2023 : Transatlantique : Max Ernst